# أرنوبة ودبدوب
أرنوبة ودبدوب هو مسلسل أنمي ياباني من إنتاج توي أنيميشن. تم عرض المسلسل لأول مرة في 19 يناير 1986 واستمر حتى 11 يناير 1987. تم دبلجة المسلسل للغة العربية فقط لأول 26 حلقة.

## وصلات خارجية
- (باليابانية) Official Toei Maple Town Monogatari  site
- Maple Town Stories (أنمي) في شبكة أخبار الأنمي
- New Maple Town Stories: Palm Town Chapter (أنمي) في شبكة أخبار الأنمي
- Maple Town Monogatari في قاعدة بيانات الرسوم المتحركة الكبيرة
- Shin Maple Town Monogatari: Palm Town Hen في قاعدة بيانات الرسوم المتحركة الكبيرة
- أرنوبة ودبدوب على موقع IMDb (الإنجليزية)
- أرنوبة ودبدوب على موقع كينوبويسك (الروسية)
- أرنوبة ودبدوب على موقع ألو سيني (الفرنسية)
- أرنوبة ودبدوب على موقع قاعدة بيانات الفيلم (الإنجليزية)
- أرنوبة ودبدوب على موقع ANN anime (الإنجليزية)
- Review of the English version by Ellen Klein, Rock Hill Herald  [لغات أخرى]‏ of South Carolina (May 30, 1987) (via أخبار جوجل Archive); spotlights "The Case of the Missing Candy"